# 立花鑑通
立花 鑑通（たちばな あきなお）は、筑後国柳河藩の第7代藩主。
第5代藩主・立花貞俶の3男。母は側室の柴田喜右衛門の姉で、第6代藩主・立花貞則の同母弟である。正室は黒田継高の娘、清子。子は鑑門（長男）、通厚（三男、一門家立花監物家祖）、鑑一（四男）、鑑寿（五男）ら五男八女。幼名は万寿丸、駒之丞、通称は左近。諱は初め俶香、後に鑑致、鑑通。

## 生涯
享保14年12月2日（1730年1月20日）に生まれる。元文5年（1740年）に諱を俶香（よしか）と称する（「俶」は父・貞俶から1字取ったもの）。
延享3年（1746年）、兄の貞則が急死した後、その養嗣子となって家督を継ぎ、鑑致（あきよし）と改名する。藩主となった後は藩政に尽力する。銀札を発行し、官制改革で奉行に代わって中老制を定め、藩兵の調練所を設置した。さらに領内の人口や戸籍を調べ上げたり、家中の統率のために取締りを厳しくしたり様々な法令を出したりした。また、宝暦3年（1753年）に中老の四ヶ所通久（藤左衛門）による水車（踏車）普及が行われる。
宝暦5年（1755年）に諱を鑑通（あきなお）と改める。
明和3年（1766年）に長男・鑑門を嗣子に定めていたが、寛政元年（1789年）に先立って死去した。次に四男・鑑一に定めたが、寛政5年（1793年）に鑑一も先立って死去したため、やむなく五男・鑑寿をもって嗣子としている。その後も文武方を設置して武芸を奨励し、倹約令を発するなど、藩政改革を行なっている。
寛政8年（1796年）閏7月22日に老齢を理由に隠居して鑑寿に家督を譲り、寛政9年12月9日（1798年1月25日）に柳河にて死去した。享年69。墓所は福厳寺。

## 官位履歴
- 延享3年12月18日（1746年） -従五位下左近将監に叙任。
- 寛延2年12月18日（1749年） -従四位下に昇任。
- 安永6年12月18日（1777年）-侍従に叙任。
- 寛政9年11月5日（1797年）-左京大夫に転ず。

## 系譜
子女は5男8女
- 父：立花貞俶（1698-1744）
- 母：結、涼躰院 - 柴田喜右衛門の娘
- 養父：立花貞則（1727/25-1746）
- 正室：清子 - 黒田継高の六女
- 室：たみ - 篠沢藤右衛門の娘
  - 長男：立花鑑門（1755-1789）
  - 次男：立花通玄
  - 女子：立花茂親室
  - 女子：松 - 立花寿賰室
  - 女子：小野隆儀室
- 室：伊弥子、尚賢院 - 柳川商家中村弥左衛門の娘
  - 三男：立花通厚（1761-1838） - 十時惟邑（下総）の婿養子
- 側室：後藤氏
  - 四男：立花鑑一（1762-1793） - 立花茂雅（伊豆）の養子
  - 五男：立花鑑寿（1769-1820） - 立花通堅の養子。母は『三百藩藩主人名事典』では伊弥子
  - 女子：酉 - 立花通栄室
- 側室：生田氏
  - 女子：立花通寛室
  - 女子：立花政峰室
  - 女子：矢島某室
- 養子
  - 女子：千恵 - 立花種房の娘、立花寿賰の姉妹

## 家臣
『柳河藩立花家分限帳』掲載の、寛政4年3月晦日（1792年）の『番頭看板名前順』と番頭構成が一致するとする作成年不詳の、侍帳での主要家臣は以下のとおり。
【両家】
- 2,300石：立花帯刀（帯刀家）
- 1,000石：立花相模（種房・内膳家）
- 無高、部屋住み：立花内膳（相模嫡子）

【大組組頭】
- 1,500石役料銀4貫目：立花権佐
- 2,000石：十時三弥
- 2,000石：矢嶋主水
- 2,000石：小野勘解由
- 1,500石：由布安芸
- 1,000石役知300石：十時市正

【組外】
- 1,000石役知300石：戸次織衛
- 1,500石：立花主計
- 1,500石：立花数馬

## 偏諱を与えられた人物
先述のとおり、鑑通は延享3年の藩主就任から宝暦5年（1755年）までは諱は「鑑致」、それ以降は「鑑通」と改名している。
鑑致時代（｢致｣（よし）の字）
- 立花致傳（実弟）
- 立花致真（実弟、初め致増）- 娘の天寿院（美勢子）は鑑通の五男・鑑寿の正室。
- 立花致知（実弟、後の山名義徳）

鑑通時代（｢通｣（なお）の字）
- 戸次通孝（実弟）
- 矢島通経（実弟）
- 立花通堅（実弟）
- 立花通玄（次男）
- 立花通厚（三男）
- 立花通弘（四男、後の立花鑑一）
- 立花通尹（五男、後の立花鑑寿、妻は立花致真の娘）
- 四ヶ所通久
- 立花通栄（織衛）- 戸次通孝の子で甥にあたる。娘・酉の夫となる。
- 立花通寛（兵庫）- 通玄の子で孫にあたる。娘を妻とする。